# Philodromus albicans
Philodromus albicans är en spindelart som beskrevs av Octavius Pickard-Cambridge 1897.
Philodromus albicans ingår i släktet Philodromus och familjen snabblöparspindlar. Inga underarter finns listade i Catalogue of Life.